# Weiner László
Weiner László (Szombathely, 1916. április 9. – Lukov, 1944. július 25.) magyar zongoraművész, zeneszerző és karmester. Rózsa Vera énekesnő férje.

## Életpályája
Édesapja Weiner Nándor kereskedő, édesanyja Krausz Olga volt. Testvére, Weiner György operaénekes. A szombathelyi Katolikus Gimnáziumban tanult, majd 1934 és 1940 között a budapesti Liszt Ferenc Zeneakadémián Kodály Zoltán növendéke volt. Már főiskolás korában kitűnt egyéni hangú kompozícióival. A bel-és külföldi koncertélményeiről zenei jegyzeteket készített. 1940-ben Sárváron és Veszprémben teljesített munkaszolgálatot. 1942-ben a Kultuszminisztérium pályázatán díjat nyert brácsa-zongora szonátájával. 1942-ben házasságot kötött Rózsa Vera énekesnővel, akit egy közös koncertjük alkalmával ismert meg. A második világháború idején származása miatt csak az OMIKE Művészakció keretein belül léphetett fel. A házasságkötését követően ismét behívták munkaszolgálatra és a csepregi munkatáborba került. Kodály saját kezűleg írt levelet, amelyben kérte, hogy kíméljék meg Weiner életét, de nem járt sikerrel. A társaival együtt Lukovba vitték, ahol 1944 júliusában életét vesztette.

## Emlékezete
1994. május 2-án a Goldmark teremben – ahol korábban ő maga is fellépett – koncerttel emlékeztek meg róla. A koncerten fellépett többek között Starker János csellista, Lukács Péter brácsaművész, Pivon Gabriella fuvolaművész és Lukin Márta opera-énekesnő.

## Művei
- Vonóstrió (Szerenád) (1938 július-augusztus)
- Hegedű-brácsa Duó (1939)
- Brácsaszonáta (1939?)
- Hármasverseny (1941?)

- Nyitány kis zenekarra (1939)
- Idához (1941. február)
- Epilóg (1941. február)
- Ismeretlen átok (1941. augusztus)
- Sötét vizek partján (1942. szeptember 23.)

## Diszkográfia
- Emlékezetes magyar zeneszerzők, a holokauszt áldozatai . Budapest: Hungaroton Classic, 2008 (CD tartalmazza Weiner László; Budai Pál; Kuti Sándor; Justus György; Gyulai Elemér; Vándor Sándor műveit)